# Mammo (ö i Finland)
Mammo är en ö i Finland. Den ligger i sjön Sorsavesi och i kommunen Leppävirta i den ekonomiska regionen  Varkaus ekonomiska region  och landskapet Norra Savolax, i den centrala delen av landet, 290 km nordost om huvudstaden Helsingfors. Öns area är 8,5 hektar och dess största längd är 0,6 kilometer i sydöst-nordvästlig riktning.